# Anajaure
Anajaure är en sjö i Jokkmokks kommun i Lappland och ingår i Luleälvens huvudavrinningsområde. Sjön har en area på 2,06 kvadratkilometer och ligger 290 meter över havet. Sjön avvattnas av vattendraget Anabäcken.

## Delavrinningsområde
Anajaure ingår i det delavrinningsområde (740961-167996) som SMHI kallar för Utloppet av Anajaure. Medelhöjden är 332 meter över havet och ytan är 43,98 kvadratkilometer. Det finns inga avrinningsområden uppströms utan avrinningsområdet är högsta punkten. Anabäcken som avvattnar avrinningsområdet har biflödesordning 2, vilket innebär att vattnet flödar genom totalt 2 vattendrag innan det når havet efter 193 kilometer. Avrinningsområdet består mestadels av skog (53 procent) och sankmarker (37 procent). Avrinningsområdet har 2,25 kvadratkilometer vattenytor vilket ger det en sjöprocent på 5,1 procent.